# Joni Turunen
Joni Touko Aapeli Turunen (* 9. April 1976 in Vantaa) ist ein ehemaliger finnischer Amateurboxer.

## Werdegang
Der ca. 1,70 m große aus Vantaa stammende Boxer trainierte beim Viipurin Nyrkkeilijat in Helsinki und trug die Spitznamen Jofa bzw. Jokke. Er gewann in seiner Alters- und Gewichtsklasse neunmal die Finnischen Meisterschaften (1990–1992, 1994–1996, 1999, 2001, 2003) sowie dreimal das international stark besetzte Tammer Turnier (1994, 2002, 2003) und fünfmal das internationale Gee-Bee Turnier (1995, 1996, 1997, 1999, 2004). Darüber hinaus ist er unter anderem Gewinner des Karl Lehmann Turniers 1996 in Estland, des Norway Box Cups 2002 in Norwegen und des Acropolis Cups 2002 in Griechenland.
Im September 1994 gewann er im Halbfliegengewicht die Junioren-Weltmeisterschaften in Istanbul und hatte sich dabei gegen die Starter aus Ungarn, Rumänien, Aserbaidschan, Russland und Italien durchgesetzt. Im November 1994 gewann er zudem im Fliegengewicht die Militär-Weltmeisterschaften in Tunis. 
1995 nahm er im Fliegengewicht an den Weltmeisterschaften in Berlin teil, schlug die Starter aus Südkorea, England sowie Ungarn und schied erst im Halbfinale gegen Bolat Schumadilow aus, womit er eine Bronzemedaille gewann.
Im Jahr 2000 gewann er die europäische Olympiaqualifikation in Venedig und startete daraufhin im Federgewicht bei den Olympischen Sommerspielen in Sydney, wo er jedoch noch im ersten Kampf gegen Falk Huste unterlag.
2001 gewann er im Federgewicht erneut eine Bronzemedaille bei den Weltmeisterschaften in Belfast. Er hatte sich dabei gegen die Starter aus Tadschikistan und Weißrussland ins Viertelfinale vorgekämpft, schlug dort Boris Georgiew und verlor im Halbfinale gegen Ramaz Paliani.
Eine weitere Bronzemedaille im Federgewicht, erkämpfte er bei den EU-Meisterschaften 2003 in Straßburg.